# Paládio (prefeito pretoriano)

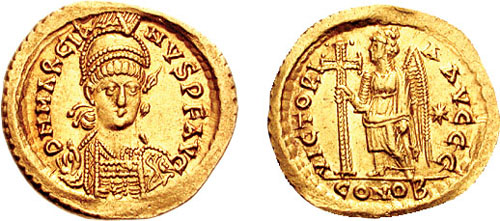
Soldo de Marciano r.

Paládio (em latim: Palladius) foi um oficial bizantino do século V, ativo sob o imperador Marciano (r. 450–457). Pouco se sabe sobre sua carreira, exceto que exerceu por 5 anos (450–455) ao ofício de prefeito pretoriano do Oriente, começando por sua nomeação em 450, talvez em substituição do titular anterior Hormisda (449–450).
Inúmeras leis emitidas nesse período registram seu nome e sabe-se que frequentou várias seções do Concílio da Calcedônia de 451. Sabe-se também que os muros de Mira, na Lícia, foram reconstruídos sob seu conselho. Embora provavelmente tenha ocupado sua posição ininterruptamente, nas atas da Calcedônia há o registro dum prefeito pretoriano, talvez do Oriente, de nome Parnássio que teria exercido função em algum momento antes de 451.